# 小冠花属
小冠花属（学名：Coronilla）是蝶形花科下的一个属，为草本或灌木植物。该属共有55种，分布于欧洲地中海区和西亚。